# Liste der Einträge im National Register of Historic Places im Suffolk County (Massachusetts)

Lage des Suffolk County in Massachusetts

Die Liste der Einträge im National Register of Historic Places im Suffolk County in Massachusetts führt alle Bauwerke, National Historic Landmarks und Historic Districts im Suffolk County auf, die in das National Register of Historic Places aufgenommen wurden.
Aufgrund der Vielzahl der Einträge gibt es für das Stadtgebiet von Boston zwei eigene Listen, deren Grenze der Massachusetts Turnpike markiert:
- Liste der Einträge im National Register of Historic Places im nördlichen Boston, 144 Einträge
- Liste der Einträge im National Register of Historic Places im südlichen Boston, 152 Einträge

## Legende
| NRHP | Historic Place    |
| NHL  | Historic Landmark |
| HD   | Historic District |

## Aktuelle Einträge
| [ 2 ] | Name                                             | Bild                                             | Eintragsdatum                 | Lage                                                           | Ort      | Beschreibung                                                     |
| ----- | ------------------------------------------------ | ------------------------------------------------ | ----------------------------- | -------------------------------------------------------------- | -------- | ---------------------------------------------------------------- |
| 1     | Bellingham Square Historic District              | Bellingham Square Historic District              | 3. Jan. 1985 ID-Nr. 85000030  | 42° 23′ 36,6″ N, 71° 2′ 1,8″ W                                 | Chelsea  |                                                                  |
| 2     | Bellingham-Cary House                            | Bellingham-Cary House                            | 6. Sep. 1974 ID-Nr. 74000908  | 34 Parker St. 42° 23′ 52″ N, 71° 2′ 19″ W                      | Chelsea  |                                                                  |
| 3     | Chelsea Garden Cemetery                          | Chelsea Garden Cemetery                          | 9. Feb. 2001 ID-Nr. 01000089  | 70 Central Ave. 42° 23′ 25″ N, 71° 2′ 0″ W                     | Chelsea  |                                                                  |
| 4     | Church of Christ                                 | Church of Christ                                 | 13. Nov. 1984 ID-Nr. 84000430 | 265 Beach St. 42° 24′ 33″ N, 71° 0′ 26″ W                      | Revere   |                                                                  |
| 5     | Congregation Agudath Shalom                      | Congregation Agudath Shalom                      | 16. Apr. 1993 ID-Nr. 93000283 | 145 Walnut St. 42° 23′ 34″ N, 71° 2′ 17″ W                     | Chelsea  |                                                                  |
| 6     | Downtown Chelsea Residential Historic District   | Downtown Chelsea Residential Historic District   | 22. Juni 1988 ID-Nr. 88000718 | 42° 23′ 21″ N, 71° 2′ 15″ W                                    | Chelsea  |                                                                  |
| 7     | Fort Banks Mortar Battery                        | weitere Bilder                                   | 12. März 2007 ID-Nr. 07000144 | Kennedy Dr. 42° 23′ 3,5″ N, 70° 58′ 49″ W                      | Winthrop |                                                                  |
| 8     | Highland School                                  | Highland School                                  | 18. März 2014 ID-Nr. 14000063 | 36 Grovers Ave. 42° 23′ 6,1″ N, 70° 58′ 22,6″ W                | Winthrop |                                                                  |
| 9     | Immaculate Conception Rectory                    | Immaculate Conception Rectory                    | 11. Feb. 2002 ID-Nr. 01001559 | 108 Beach St. 42° 24′ 25″ N, 71° 0′ 42″ W                      | Revere   |                                                                  |
| 10    | C. Henry Kimball House                           | C. Henry Kimball House                           | 15. Apr. 1982 ID-Nr. 82004464 | 295 Washington Ave. 42° 23′ 58″ N, 71° 2′ 6″ W                 | Chelsea  |                                                                  |
| 11    | Luna                                             | weitere Bilder                                   | 6. Okt. 1983 ID-Nr. 83004099  | 42° 23′ 11,1″ N, 71° 2′ 30,2″ W                                | Chelsea  | Historischer Schlepper.                                          |
| 12    | Naval Hospital Boston Historic District          | Naval Hospital Boston Historic District          | 14. Aug. 1973 ID-Nr. 73000851 | 1 Broadway 42° 23′ 12,7″ N, 71° 2′ 43,7″ W                     | Chelsea  |                                                                  |
| 13    | Edward B. Newton School                          | Edward B. Newton School                          | 18. Aug. 1997 ID-Nr. 97000878 | 131 Pauline St. 42° 22′ 33″ N, 70° 59′ 13″ W                   | Winthrop |                                                                  |
| 14    | Revere Beach Parkway                             | Revere Beach Parkway                             | 6. Dez. 2007 ID-Nr. 07001241  | Revere Beach Pkwy 42° 24′ 15,8″ N, 71° 1′ 49,3″ W              | Chelsea  | Erstreckt sich bis nach Everett und Medford im Middlesex County. |
| 15    | Revere Beach Reservation                         | weitere Bilder                                   | 27. Mai 2003 ID-Nr. 03000642  | Revere Beach Boulevard 42° 25′ 14,8″ N, 70° 59′ 8,5″ W         | Revere   |                                                                  |
| 16    | Revere Beach Reservation Historic District       | Revere Beach Reservation Historic District       | 15. Juli 1998 ID-Nr. 98000871 | 42° 25′ 14,8″ N, 70° 59′ 8,5″ W                                | Revere   |                                                                  |
| 17    | Revere City Hall and Police Station              | Revere City Hall and Police Station              | 7. März 2012 ID-Nr. 12000070  | 281 Broadway & 23 Pleasant St. 42° 24′ 28,4″ N, 71° 0′ 47,1″ W | Revere   |                                                                  |
| 18    | Mary T. Ronan School                             | Mary T. Ronan School                             | 10. Dez. 1982 ID-Nr. 82000485 | 154 Bradstreet Ave. 42° 23′ 46″ N, 70° 59′ 14″ W               | Revere   |                                                                  |
| 19    | Rumney Marsh Burying Ground                      | Rumney Marsh Burying Ground                      | 11. Feb. 2004 ID-Nr. 04000025 | Butler St. 42° 24′ 27″ N, 71° 0′ 23″ W                         | Revere   |                                                                  |
| 20    | Winthrop Center/Metcalf Square Historic District | Winthrop Center/Metcalf Square Historic District | 23. März 2010 ID-Nr. 10000098 | 42° 22′ 37,2″ N, 70° 59′ 4″ W                                  | Winthrop |                                                                  |
| 21    | Deane Winthrop House                             | weitere Bilder                                   | 9. März 1990 ID-Nr. 90000162  | 34 Shirley St. 42° 22′ 57″ N, 70° 58′ 41″ W                    | Winthrop |                                                                  |
| 22    | Winthrop Parkway                                 | Winthrop Parkway                                 | 21. Jan. 2004 ID-Nr. 03001471 | Winthrop Parkway 42° 23′ 29″ N, 70° 58′ 55″ W                  | Revere   |                                                                  |
| 23    | Winthrop Shore Dr.                               | Winthrop Shore Dr.                               | 21. Jan. 2004 ID-Nr. 03001469 | Winthrop Shore Dr. 42° 22′ 11″ N, 70° 58′ 5″ W                 | Winthrop |                                                                  |